# Сочинский курьер
Сочинский курьер — газета, издаваемая в г. Сочи в 1906 году. Просуществовала 2,5 месяца.

## История
История сочинской прессы начинается с момента выхода в свет газеты «Сочинский курьер», которая была издана в 1906 г. и просуществовала всего лишь два с половиной месяца. Редактором газеты «Сочинский курьер» был П. Н. Жано, а издателем — владелец местной типографии М. В. Анисимов.
К сожалению, ни архивный отдел администрации города Сочи, ни Российская государственная библиотека в г. Москве не располагают экземплярами этой газеты. Известно лишь, что первый номер был издан 15 мая 1906 г., а последний — 21 июля того же года.
О причинах закрытия первой газеты приходится лишь догадываться. Однако, вполне вероятно, что это произошло в связи с усилением цензуры после всплеска революционного насилия в конце 1905 — начале 1906 г.
Есть одна интересная особенность — газета «Сочинский курьер» выпускалась во время работы I Государственной Думы и прекратила своё существование спустя двенадцать дней после её роспуска. Есть версия, что вероятнее всего, газета «Сочинский курьер» опубликовала так называемое «Выборгское воззвание», подписанное и распространённое кадетами 10 июля 1906 г. Возможно, по этой причине газета была закрыта, и её номера изъяты из обращения.
Так или иначе, но демократические веяния породили первый печатный орган на территории Сочи, они же, возможно, его и похоронили.